# Tren Urbano
Tren Urbano (anglicky Urban Train, do češtiny přeložitelné jako městský vlak) je 17,2 km dlouhý systém metra v hlavním městě amerického území Portorika, San Juanu a v jeho sousedních okresech Bayamón a Guaynabo. 
V současné době (2024) čítá jedinou trať, budovanou většinou jako nadzemní, mající však některé povrchové a podzemní úseky. Provozovatelem sítě je společnost API – Alternativa de Transporte Integrado.

## Linky
█ Tren Urbano má jen jednu linku, na které je 16 stanic. Pouze dvě z nich jsou v podzemí.

## Historie
Až do 50. let 20. století bylo město relativně klidným centrem ostrova, kde mělo hlavně význam zemědělství. Poté byla spuštěna operace Operación Manos a la Obra, jejímž účelem bylo zprůmyslnění celého Portorika, investice přicházely hlavně z USA, jejichž součástí je Portoriko i nyní. Následně došlo k vyššímu stádiu automobilizace a urbanizace, což nastolilo nové dopravní problémy. Nejinak tomu bylo i v hlavním městě. 
Přestože se první návrhy na realizaci sítě metropolitní železnice – metra – již objevily roku 1967, k schválení celé koncepce došlo až roku 1989. V roce 1996 bylo oceněno celkem sedm projektů prvního úseku metra, nakonec byl vybrán ten, který navrhla společnost Siemens. Ta se také ujala výstavby, probíhající od roku 1997 a trvající 8 let. 
Metro se nakonec otevřelo prvním cestujícím 6. června roku 2005. Stavbu však provázelo mnoho problémů (problémy ve financování, spory mezi soukromým a veřejným sektorem), jejichž výsledkem bylo neustálé oddalování data oficiálního zprovoznění – původně mělo metro sloužit veřejnosti již od roku 2001. 

### Další rozšiřování
V současné době se žádné nové úseky sice nestaví, existují zato projekty na rozšíření metra do okresů jako je Carolina, Caguas nebo Santurce či na mezinárodní letiště. Některé části těchto nových úseků, většinou povrchových, mají být i podzemní.

## Seznam stanic
- Sagrado Corazón
- Hato Rey
- Roosevelt
- Domenech
- Piñero
- Universidad
- Rio Piedras
- Cupey
- Centro Médico
- San Francisco
- Los Lomas
- Martinéz Nadal
- Torrimar
- Jardines
- Deportivo
- Bayamón